# アトミックロボキッド
『アトミックロボキッド』 （ATOMIC ROBO-KID）は、1988年にUPLより稼働されたアーケード用横スクロールシューティングゲームである。
1990年にPCエンジンにアレンジ移植され『アトミックロボキッドスペシャル』のタイトルで発売された。また、同年にメガドライブやX68000に移植された他、欧州ではAmiga、Atari ST、コモドール64にも移植された。
2016年にはPlayStation 4用ソフトとして、2018年にはNintendo Switch用ソフトとしてアーケードアーカイブスにて配信された。

## 概要
内容はフリースクロールのアクションシューティングゲーム。8方向レバーと2ボタンで自機である「ロボキッド」を操作する。一方のボタンはショットに用いる。もう一方を押下すると、ロボキッドが地に足をつけている時はジャンプ、それ以外の時は武器選択を行う。また、押しっ放しにすると自機の左右の向きを固定できる。
ステージのカウントは「ACT-??」で、形式は、ロボキッドの動きに合わせて任意スクロールする通常ステージ、同等性能のロボットと1対1で戦う固定画面の対決ステージの2種類。通常ステージは、ビームやミサイルなどの飛び道具で敵を倒しつつ、最後にある出口に辿り着く事を目指す。通常ステージでは敵に体当たりしても移動を遮られるのみで、ダメージはない。ステージによっては出口到達後に、巨大なボスキャラクターと相対するボスステージに突入する。敵の弾を受けたりボスに触れたりすると一発でミスとなる。
また、本作はアーケードゲームでは珍しいパスワードコンティニュー制も導入している。ゲームオーバー時に表示される3桁-4桁のコードを、タイトル画面でショットボタンを押しながらスタートボタンを押すことで現れる、パスワード入力画面でコードを入力するとゲームオーバー時から再開が可能。
事故により生殖能力を失った人類を救うべく、ロボキッドが残されたDNAを送り届けるというストーリーが根底にある。ただしゲーム本編はストーリー性に乏しく、エンディングでもはっきりとした結末は語られない。

## アイテム
以下のようなパワーアップアイテムが登場する。最初から存在するものもある他、「メタルバード」と呼ばれる、赤い球体に白い羽根が付いたキャラクターを破壊すると出現し、FLY以外は取得せずに攻撃を当てるとランダムで変化する。
ショットのパワーアップは、ミスをした際にその時に使用していた物のみ失われる。なお、ショットには下記の他にノーマルショットがあり、ショットのパワーアップを何も所有していない場合のみ使用可能。
FLY
ロボキッドが自由に飛行できるようになる。
FIRE2
ショットのパワーアップの一つ。敵や背景を貫通するショット。
3WAY
ショットのパワーアップの一つ。前方および斜め上・斜め下に同時に細いレーザーを放つ。
MISSILE
ショットのパワーアップの一つ。敵や敵弾に当たると爆風を放つ。弾を消す効果を持つ唯一の武器。1度に1発しか撃てず、連射が効かない。
5WAY
ショットのパワーアップの一つ。ノーマルショットが上下に5つ連なったようなビームを前方に撃つ。幅は広いが射程が短く、自機が中央にいると画面端まで届かない。
SPEED UP
一定時間、移動スピードが上がる。
青クリスタル
4つ取ると、シールドがストックされる。シールドは敵弾に当たると自動的に発動する。
黒クリスタル
一定時間、ショットボタン押しっ放しで連射ができる。
通常ステージに時折登場する銀色の「ミニドラゴン」というキャラクターに殴られると、ショップに入る事ができ、上記のアイテムのうちいくつかを購入可能。ただし、本作には金銭の概念は存在せず、アイテムは残機と引き換えである。

## 移植版
| No. | タイトル                       | 発売日                | 対応機種                    | 開発元         | 発売元           | メディア                                | 型式            | 売上本数 | 備考 |
| --- | ------------------------------ | --------------------- | --------------------------- | -------------- | ---------------- | --------------------------------------- | --------------- | -------- | ---- |
| 1   | アトミックロボキッドスペシャル | 1990年1月19日         | PCエンジン                  | UPL            | UPL              | 4メガビットHuCARD                       | UP01001         | -        |      |
| 2   | Atomic Robo-kid                | 1990年                | Amiga Atari ST コモドール64 | Marjacq Micro  | アクティビジョン | フロッピーディスク                      | -               | -        |      |
| 3   | アトミックロボキッド           | 1990年12月14日 1990年 | メガドライブ                | マイクロニクス | トレコ           | 4メガビットロムカセット                 | T-24013 T-24016 | -        |      |
| 4   | アトミックロボキッド           | 1990年12月20日        | X68000                      | UPL            | システムサコム   | 5インチフロッピーディスク               | -               | -        |      |
| 5   | アトミックロボキッド           | 2016年9月29日         | PlayStation 4               | 未発表         | ハムスター       | ダウンロード （アーケードアーカイブス） | -               | -        |      |
| 6   | アトミックロボキッド           | 2018年11月15日        | Nintendo Switch             | 未発表         | ハムスター       | ダウンロード （アーケードアーカイブス） | -               | -        |      |

PCエンジン版
1990年1月19日発売。タイトルは『アトミックロボキッドスペシャル』（ATOMIC ROBO-KID Special）。UPLから発売された。
アレンジ移植となっており、ライフ制が併用されている。それに伴いライフ回復アイテムが追加されている、自機が最初から飛行可能、分岐が無いなどの違いがある。
メガドライブ版
1990年12月14日発売。発売元はトレコ。開発はマイクロニクス。オープニングやステージ間に文字表示はカタカナのみであるがストーリーデモが付く。ただし、ストーリーの内容はアーケード版とは異なり、人類が男女2人を残して絶滅寸前である。
X68000版
1990年発売。発売元はシステムサコム。アーケード版の仕様に忠実な移植になっている。ローランドのMIDI音源モジュール・MT-32に対応している。
PlayStation 4（PS4）版
2016年、ハムスターが展開するレトロアーケードゲーム配信サービス・アーケードアーカイブスより同年9月29日に配信開始。
なおハムスターは同年に本作を含めたUPLゲーム等の権利を取得している。
Nintendo Switch版
アーケードアーカイブスより2018年11月15日に配信開始。

## スタッフ
アーケード版
- ゲーム・デザイン：藤沢勉
- チーフ・プログラム：新井利男
- キャラクター・デザイン：藤沢勉、たじまとくひさ
- 背景デザイン：にへいのりこ、角田明美
- エフェクト：あべこうじ
- 作曲・音楽：メカノアソシエイツ

PCエンジン版
- ゲーム・デザイン：藤沢勉
- プログラム・デザイン：新井利男
- キャラクター・デザイン：藤沢勉、たじまとくひさ
- 背景デザイン：ふじさわのりこ
- サウンド・エフェクト：メカノアソシエイツ、たなかゆうじろう、長島義夫 、角田明美

## 評価
PCエンジン版
ゲーム誌『ファミコン通信』の「クロスレビュー」では合計20点（満40点）、『月刊PCエンジン』では85・90・95・90・80の平均88点、『マル勝PCエンジン』では8・7・9・8の合計32点（満40点）、『PC Engine FAN』の読者投票による「ゲーム通信簿」での評価は以下の通りとなっており、21.60点（満30点）となっている。また、この得点はPCエンジン全ソフトの中で195位（485本中、1993年時点）となっている。同雑誌1993年10月号特別付録の「PCエンジンオールカタログ'93」では「業務用からの移植だが、PCエンジン版ではライフ制の採用などのアレンジを加えたことにより、難易度は若干低めになっている」と紹介されている。
| 項目 | キャラクタ | 音楽 | 操作性 | 熱中度 | お買得度 | オリジナリティ | 総合  |
| 得点 | 3.98       | 3.48 | 3.53   | 3.73   | 3.40     | 3.47           | 21.60 |

メガドライブ版
ゲーム誌『ファミコン通信』のクロスレビューでは合計21点（満40点）、『メガドライブFAN』の読者投票による「ゲーム通信簿」での評価は以下の通りとなっており、14.96点（満30点）となっている。
| 項目 | キャラクタ | 音楽 | 操作性 | 熱中度 | お買得度 | オリジナリティ | 総合  |
| 得点 | 3.00       | 2.24 | 2.42   | 2.32   | 2.24     | 2.74           | 14.96 |